# Megamelus quadrimaculatus
Megamelus quadrimaculatus är en insektsart som först beskrevs av Victor Antoine Signoret 1865.  Megamelus quadrimaculatus ingår i släktet Megamelus och familjen sporrstritar. Inga underarter finns listade i Catalogue of Life.